# كنباث شتوي
كُنْبَاث شتوي أو كُنْبَاث الشتاء أو أُمْسوخ شتوي أو حشيشة الطَوْخ أو ذنب الفرس (الاسم العلمي:Equisetum hyemale) هو نوع من النباتات يتبع جنس الكنباث من الفصيلة الكنباثية.

## انظر أيضًا

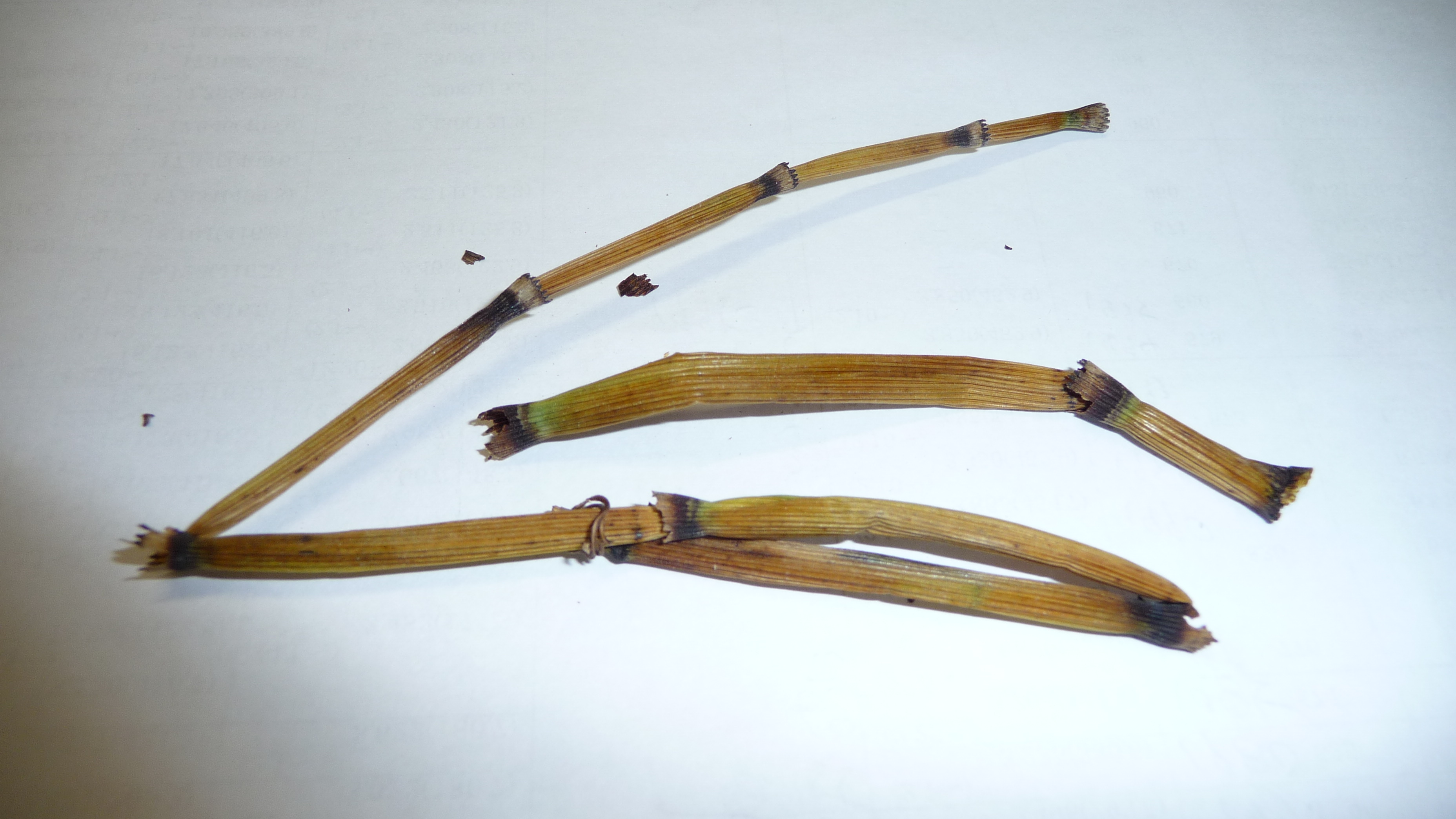